# Zuiderkerk (Rotterdam)

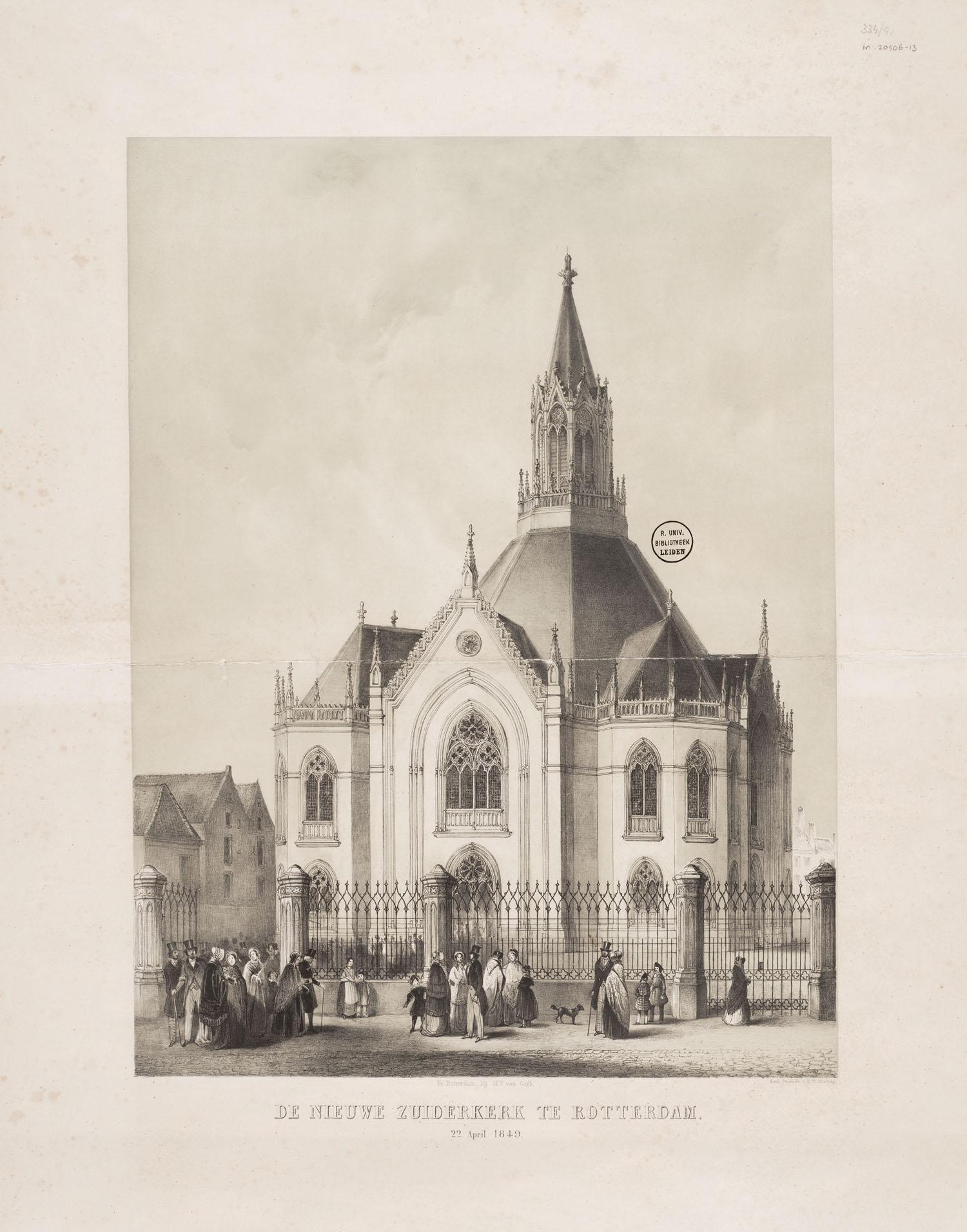
De nieuwe Zuiderkerk te Rotterdam, 22 april 1849

De Zuiderkerk was een hervormde kerk uit 1849 aan de Gedempte Glashaven in Rotterdam. Het gebouw is verwoest aan het begin van de Tweede Wereldoorlog, bij het bombardement op Rotterdam van 14 mei 1940.

## Geschiedenis
Tussen de Gedempte Glashaven en de toenmalige Jufferstraat, waar nu de Rederijhaven is, stond een kerk met dezelfde naam. Dit gebouw, in 1630 als schouwburg gebouwd, was bouwvallig geworden en is voor de bouw van de nieuwe kerk in 1844 gesloopt.
Na een prijsvraag werd het ontwerp van de toen 29-jarige architect A.W. van Dam aangenomen. J. van Limburgh, meester timmerman, voerde dit uit voor 312.416 gulden. De totale bouwkosten bedroegen ruim 500.000 gulden. Predikant dr. H. Oort nam op 22 april 1849 de kerk plechtig in gebruik.

## Gebouw
De Zuiderkerk had een achthoekige grondvorm, met aan vier zijden kapellen. Het dak was een achtzijdige piramide, doorsneden door de vier nokken van de kapellen. Een achthoekige toren en spits bekroonden het dak. Ramen en deuren waren spitsbogen. In 1850 werd het orgel, gebouwd door firma J. Bätz & Co., orgelmakers te Utrecht, ingewijd door ds. Blaauw en in gebruik genomen door J.B. Spoelder, de organist van de Zuiderkerk, en Bartholomeus Tours, organist van de Grote Kerk. Tussen 1925 en 1939 maakte Marius Richters gebrandschilderde ramen voor de kerk.

## Einde
Het bombardement op Rotterdam in 1940 verwoestte de Zuiderkerk; de kerk werd niet herbouwd. 
In 1960 nam de hervormde gemeente de Pauluskerk aan de Mauritsweg in gebruik, als vervanging van de Zuiderkerk en de eveneens door het bombardement verwoeste Westerkerk.

## Afbeeldingen

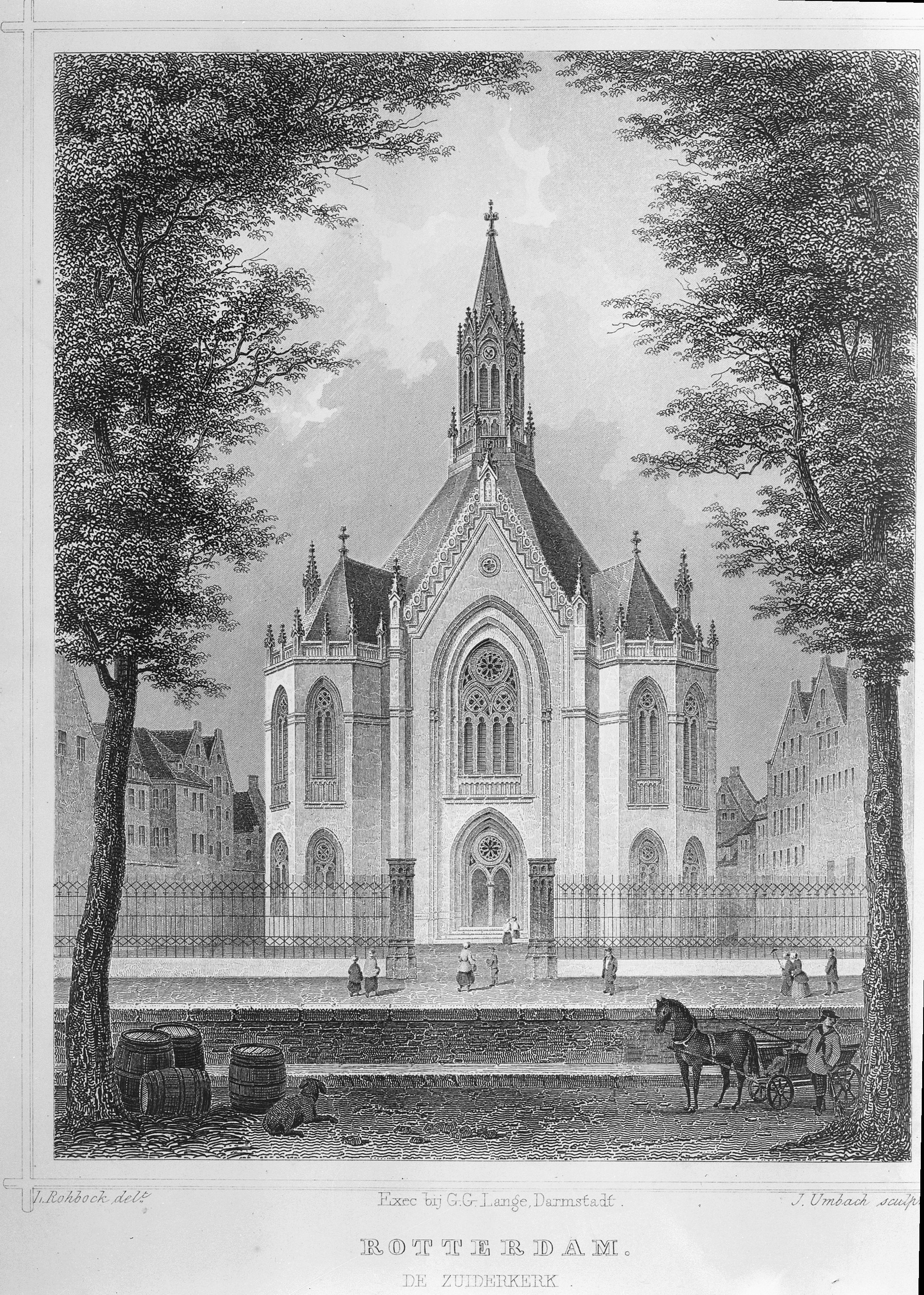
De Zuiderkerk. Staalgravure door J. Umbach naar een tekening van L. Rohbock, 1858
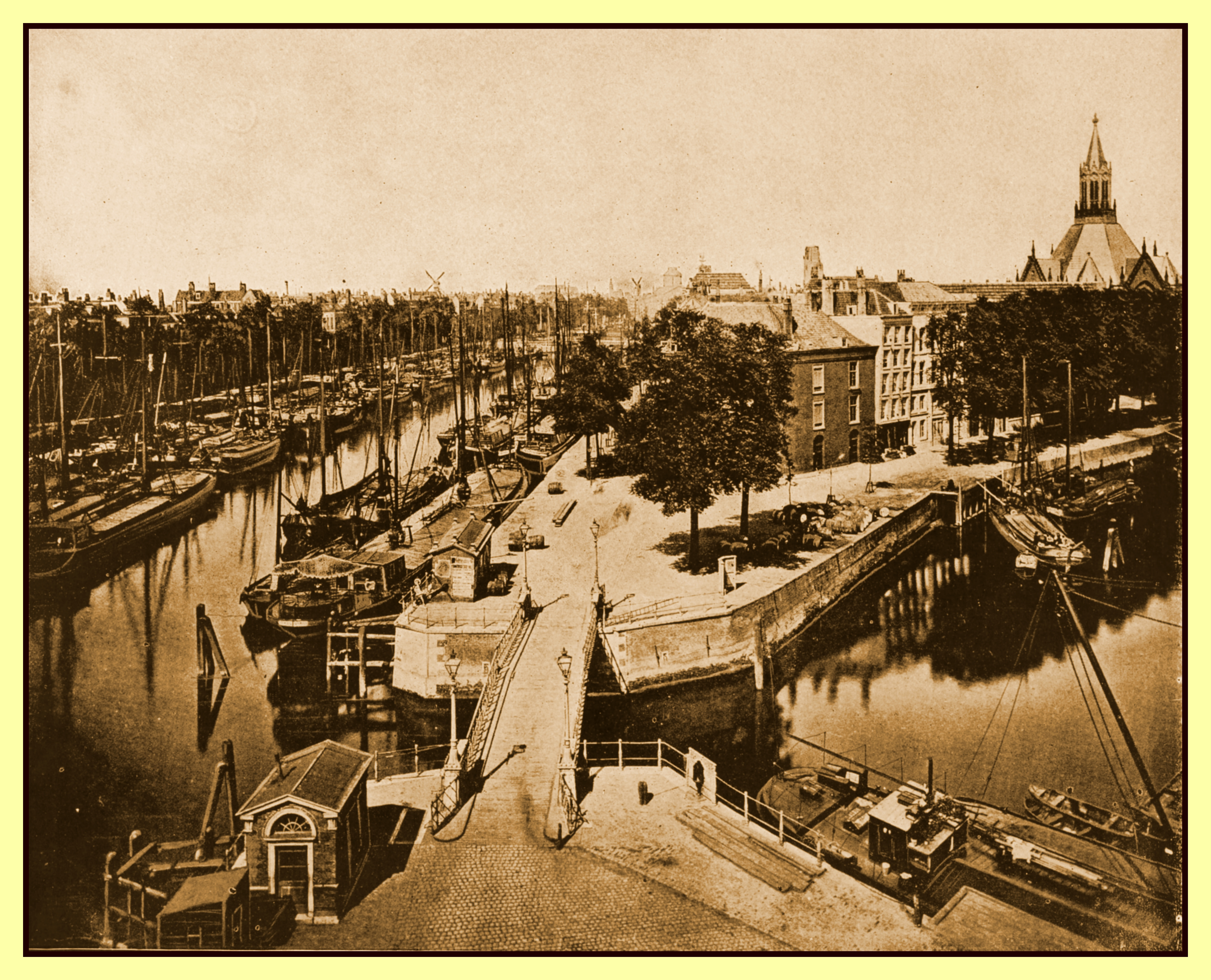
Rotterdam scheepsmakershaven wijnhaven met op de achtergrond de Zuiderkerk, 1890
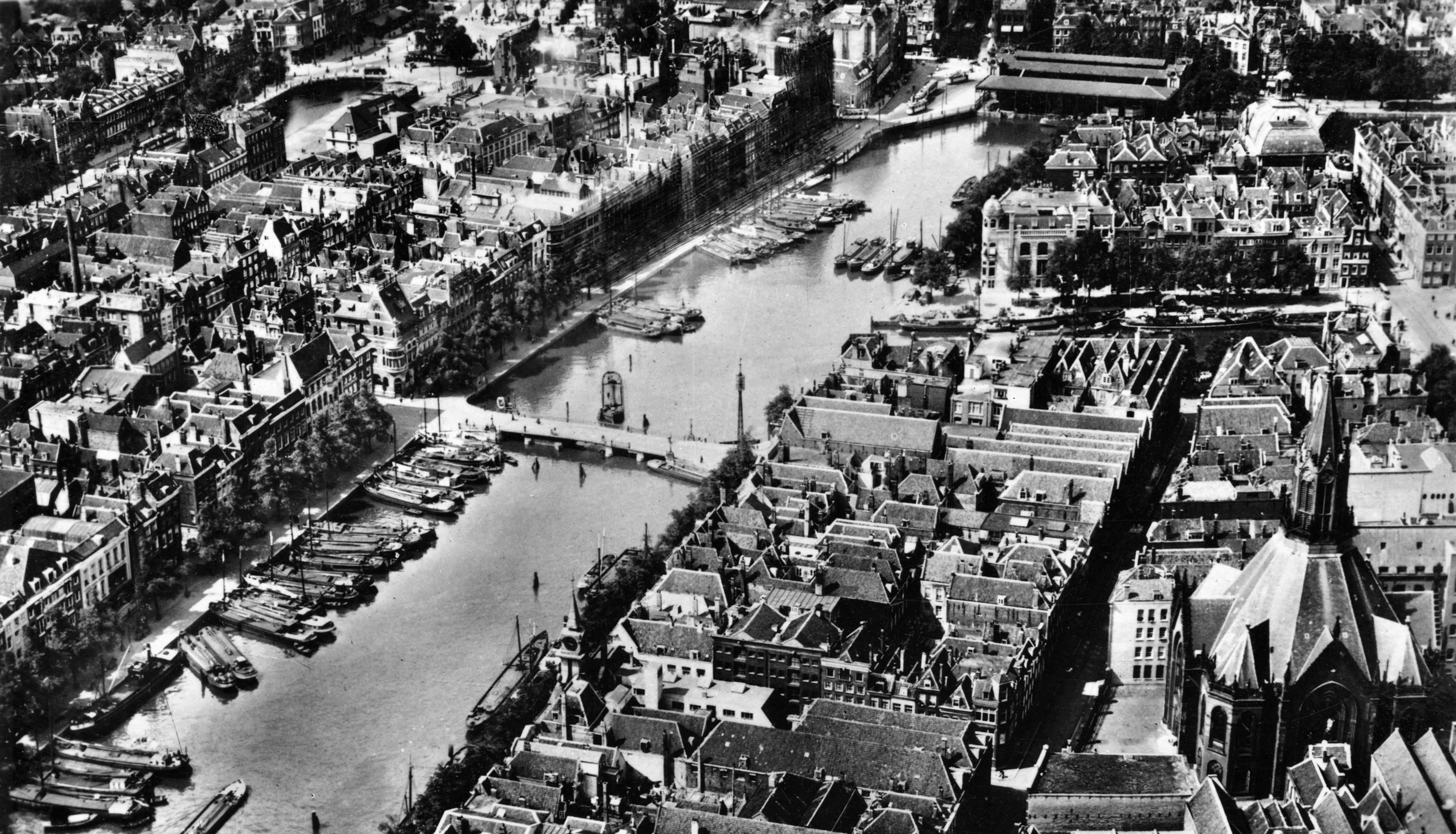
De Leuvehaven op een luchtfoto uit 1925, naar het noorden gezien. Rechtsonder de Zuiderkerk
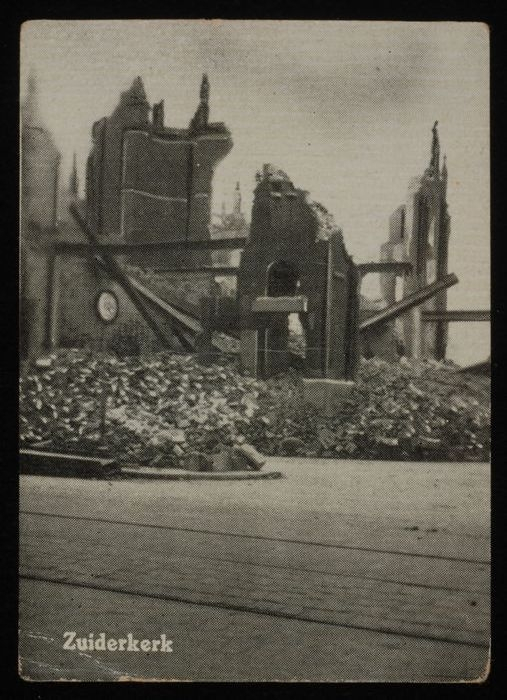
De ruïne van de Zuiderkerk
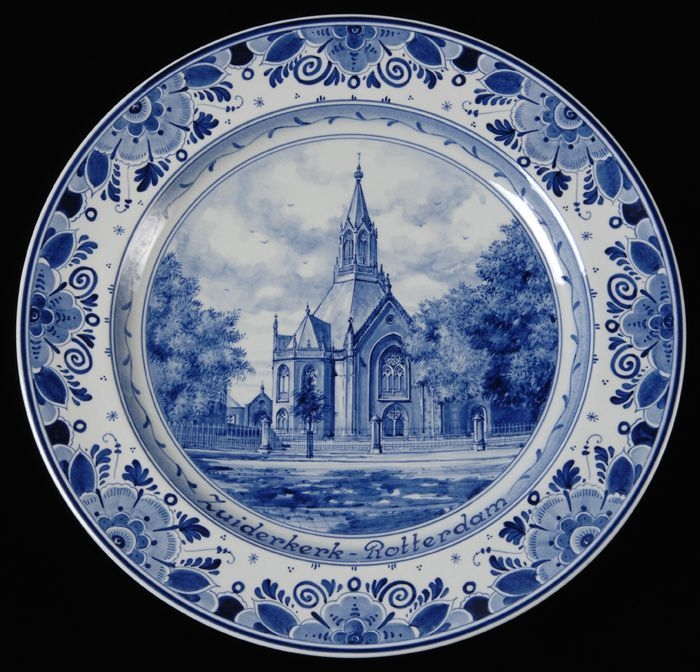
Delfts bord met afbeelding van de Zuiderkerk, van plateelfabriek Zenith, na 1945